# Telmatoscopus vaillanti
Telmatoscopus vaillanti és una espècie d'insecte dípter pertanyent a la família dels psicòdids que es troba a Europa: Anglaterra.